# Anastasia Nikolajevna van Rusland

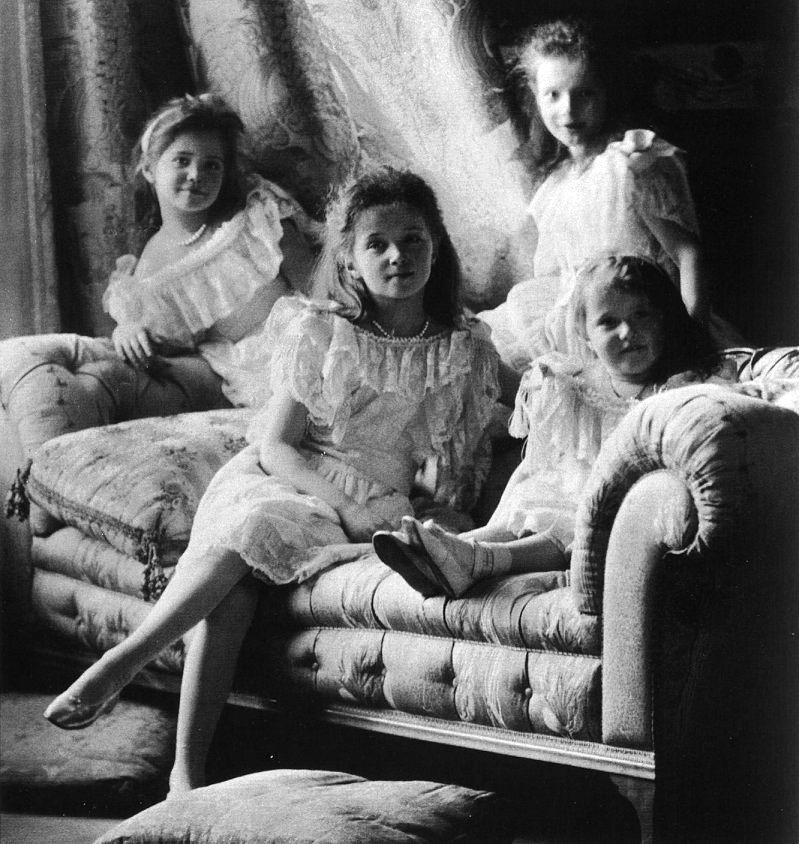
Anastasia (geheel rechts) en haar zussen op een foto uit 1904

Anastasia Nikolajevna Romanova (Russisch: Анастасия Николаевна Романова) (Peterhof, 5 juni 1901 – Jekaterinenburg, 17 juli 1918), grootvorstin van Rusland, was de vierde en jongste dochter van tsaar Nicolaas II van Rusland en tsarina Alexandra Fjodorovna. Anastasia stierf op 17-jarige leeftijd in Jekaterinenburg door het executiecommando van de bolsjewieken. Ze werd vermoord samen met haar ouders, haar zussen (Olga, Tatjana en Maria), haar broer (Aleksej) en enkele kamerhulpen van de familie. Haar oom Michaël werd vlak voor hen vermoord om de reactie van Nicolaas' neef, koning George V te peilen. Deze reageerde echter niet, hetgeen leidde tot de moord op de Romanovs.

## Jeugd

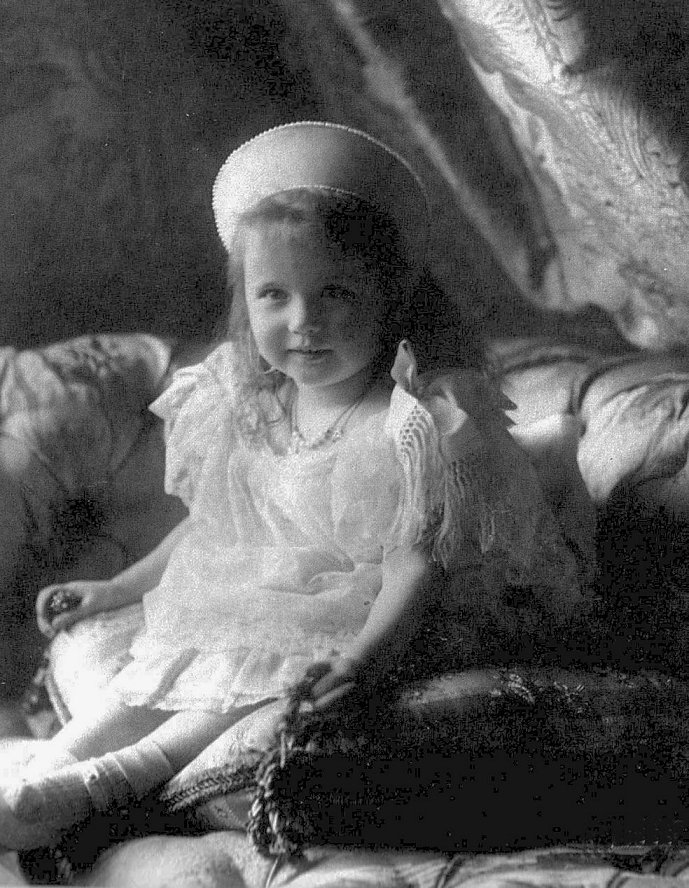
Anastasia, 1904

### Geboorte
Omdat tsarina Alexandra drie dochters achter elkaar had gebaard, lag er een grote druk op haar, toen ze voor de vierde keer zwanger raakte: er moest nu echt een erfgenaam worden geboren. Op 5 juni 1901 beviel Alexandra in een paleis in het Alexandria Park in het Paleizencomplex in Peterhof van een vierde kind: een dochter, Anastasia. De teleurstelling bij de elite was groot: men was van mening dat Alexandra gefaald had in haar plicht tegenover Rusland. Voor de bevolking maakte het echter niets uit of er een grootvorst of grootvorstin werd geboren: de geboorte van een tsarenkind betekende voor het volk hoe dan ook onder andere verkorte gevangenisstraffen en grote feesten.

### Opvoeding
Nicolaas en Alexandra wilden hun kinderen zelf opvoeden, in tegenstelling tot veel andere Europese vorsten. Anastasia groeide op in een hecht en gelukkig gezin en trok veel op met haar zussen. Anastasia en haar zussen werden door gouvernantes en leraren klaargemaakt voor hun toekomstige rollen als vertegenwoordigers voor hun vader en hun land: ze kregen bijvoorbeeld verschillende soorten lessen, variërend van etiquettelessen tot piano- en taallessen. Vanwege de Duitse en Engelse achtergrond van hun moeder beheersten de grootvorstinnen veel talen: van Duits en Russisch tot Engels en Frans. Anastasia was zeer intelligent en haar leraren vonden dat ze snel kon leren. Ze was echter ook lui en snel verveeld, waardoor ze niet goed oplette tijdens de lessen.
De meisjes werden ook op het hart gedrukt zich als een dame te gedragen, zodat ze later een goede positie op de koninklijke Europese huwelijksmarkt zouden hebben. Toen Anastasia jonger was, zei iedereen dat ze later een mooie vrouw zou worden. Tot haar moeders wanhoop werd ze in haar tienerjaren steeds steviger; dit zou haar huwelijkskeuzes verminderen. Alexandra hoopte dat dit normaal was en dat Anastasia het gewicht later weer zou verliezen. Anastasia’s familie plaagde haar vaak met haar gewicht.

### Hobby’s
Anastasia had vooral een goede band met haar zus Maria, de derde dochter van de tsaar. Ze deelden samen een slaapkamer, terwijl de twee oudsten (Olga en Tatjana) samen een kamer hadden. Op hun kamer stond een platenspeler met een grote platencollectie. Maria en Anastasia draaiden graag muziek, waarop ze dan dansten. Anastasia speelde ook zelf instrumenten: de balalaika en de gitaar. De grootvorstin hield ook veel van honden. Haar eerste hondje was Shibzig; toen hij stierf, werd Anastasia erg stil en veranderde ze van een spontaan meisje met veel humor in een stil en teruggetrokken kind. Ze gaf tekenen van depressie. Later kreeg Anastasia een nieuwe hond: Jimmy, die in haar armen in Jekaterinenburg stierf.

### De tsarevitsj

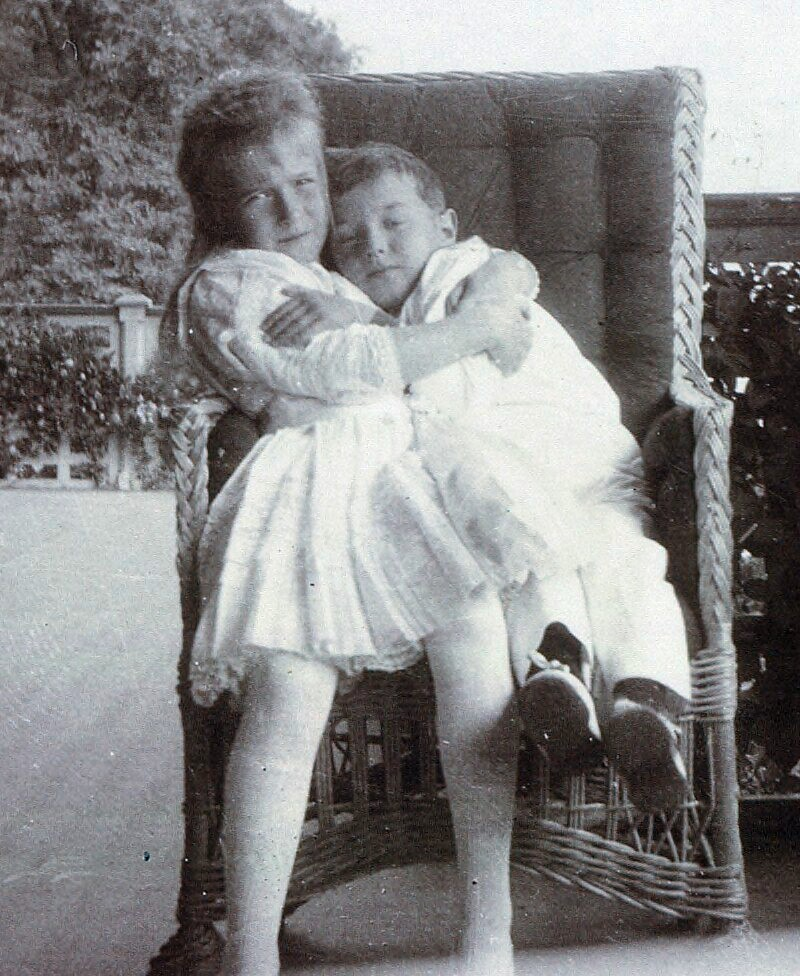
Anastasia en Aleksej

Door de uitbraak van de Russisch-Japanse Oorlog en de politieke gevolgen ervan ontstond er onrust in Rusland. De tsaar was dan ook blij dat hij het volk en de elite op 12 augustus 1904 eindelijk een troonopvolger kon presenteren: Aleksej. De vreugde was echter voor korte duur: al snel werd duidelijk dat Aleksej leed aan de erfelijke en in die tijd dodelijke bloederziekte hemofilie. Alexandra riep de hulp in van de gebedsgenezer Grigori Raspoetin. Omdat het volk niet op de hoogte werd gesteld van Aleksejs ziekte, vond men de relatie tussen de tsarina en Raspoetin erg vreemd en kreeg Alexandra een slechte reputatie.
Anastasia had een zeer goede band met haar broertje; ze konden hele gesprekken met elkaar voeren zonder maar een woord te zeggen. Als hij weer eens ziek was en veel pijn had, leek Anastasia zijn pijn te voelen en wist ze hem altijd op te vrolijken. Ze speelden graag samen en Aleksej deelde haar voorliefde voor honden. Net als haar broertje had Anastasia ook wat medische problemen; ze had vaak last van een zwakke spier in haar rug en haar twee grote tenen stonden in een valgusstand.

## Eerste Wereldoorlog

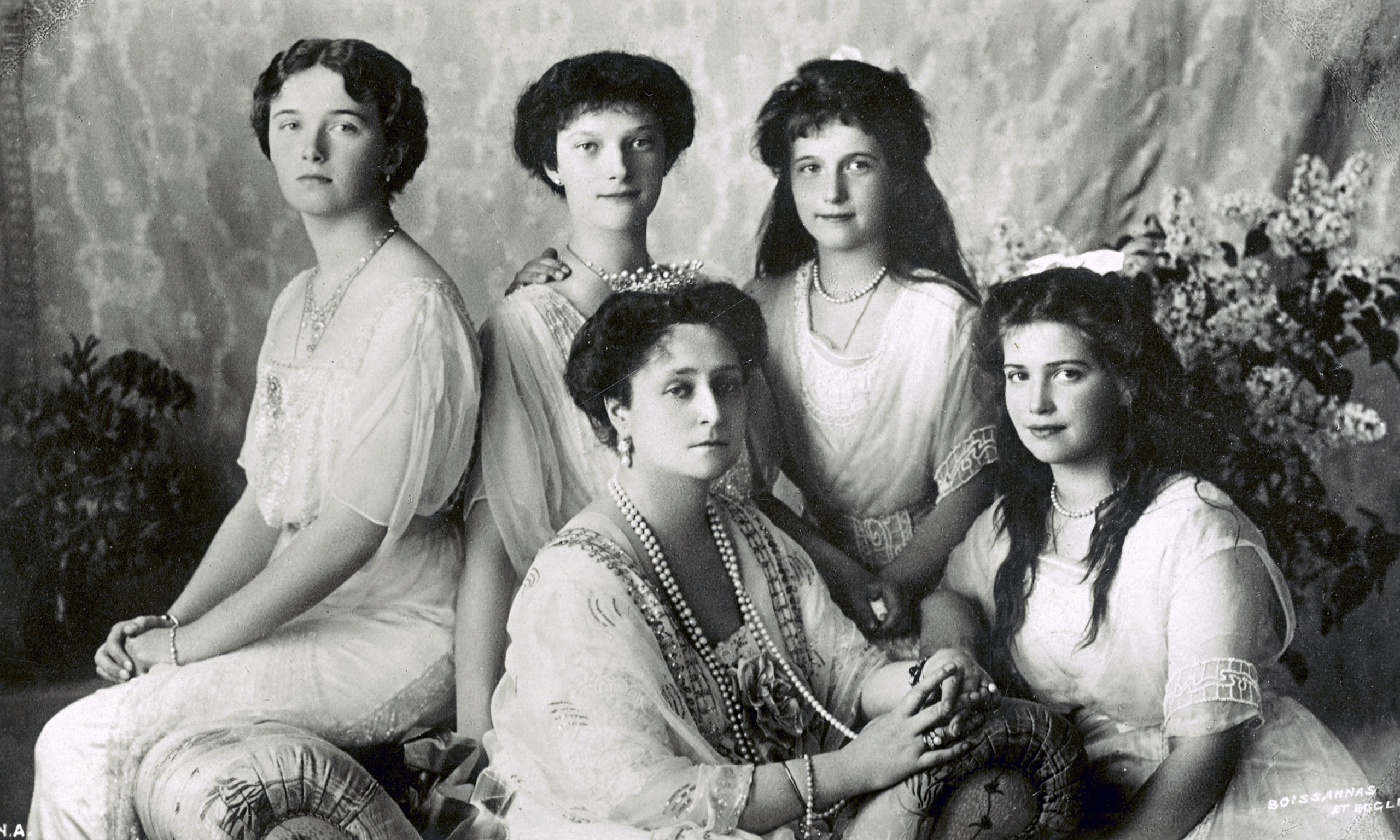
Anastasia (tweede van rechts), haar moeder en zussen in 1913

In 1914 brak een eerste oorlog uit, waar Rusland bij betrokken raakte: de Eerste Wereldoorlog. Om een bijdrage te kunnen leveren, volgden tsarina Alexandra en haar twee oudste dochters Olga en Tatjana een spoedcursus tot verpleegsters. Maria en Anastasia werden te jong geacht om verpleegster te worden, maar mochten wel regelmatig kijken bij operaties. Maria en Anastasia hadden hun eigen ziekenhuis in de buurt van Sint-Petersburg, waar ze vaak te vinden waren om gesprekken te voeren en spelletjes te spelen met de gewonde soldaten. Anastasia was de komiek van de familie en wist de soldaten, net als haar broertje als hij ziek was, even af te leiden en op te beuren.
In 1916 vernam de familie het nieuws dat Raspoetin vermoord was. De moordenaars waren prins Felix Joesoepov en grootvorst Dimitri Pavlovitsj, hun eigen familie. Alexandra en haar dochters zonderden zich enkele dagen af om te rouwen, maar gingen daarna weer aan het werk in de ziekenhuizen waar iedere hulp hard nodig was. Niet lang daarna kwamen Olga en Aleksej in contact met een jonge soldaat die, zo bleek later, de mazelen had. Olga en Aleksej waren de eerste zieken, maar al snel volgden Maria, Tatjana en Anastasia. Terwijl ze weer aan het herstellen waren, begon de Russische Revolutie.

## Revolutie
De oorlog zorgde voor veel onrust in Rusland. Toen het Russische leger werd gemobiliseerd, waren veel burgers voor de Russische deelname aan de Eerste Wereldoorlog. Maar het leger behaalde weinig successen en in 1917 waren er ruim zes miljoen Russische soldaten om het leven gekomen. Ook met de economie ging het slecht: er waren grote tekorten aan onder andere voedsel en brandstof. Tot grote onvrede onder de arme burgers ging het voedsel dat er was, naar het leger en werd de schaarste onder het volk groter. Daardoor ontstonden voedselrellen en opstanden, die gewelddadig werden onderdrukt door het leger van de tsaar. Honderden mensen kwamen hierbij om het leven of raakten gewond. Dit zorgde alleen voor meer onvrede en in 1917 sloegen de voedselrellen om in politieke opstanden. Het Russische volk projecteerde zijn haat op de tsaar en zijn familie: de tsaar had immers zijn garde op zijn eigen burgers afgestuurd. Dit was enkel een directe aanleiding, waar het volk al lang op had gewacht: de tsarenfamilie was al langer impopulair, onder andere vanwege de Duitse afkomst van de tsarina Alexandra en haar band met de vermoorde Raspoetin.
Op 24 februari 1917 begon in Moskou een spontane volksopstand, die het begin was van de eerste fase van de Russische Revolutie. Hoewel de tsaristische garde tot dan toe elke opstand had neergeslagen, gebeurde dat deze keer niet. Integendeel, soldaten van de garde schoten hun eigen officieren neer en deden met de opstand mee. Een week later, op 2 maart, deed Nicolaas gedwongen afstand van de troon ten gunste van zijn broer Michaël. De nieuwe regering van Rusland nam Nicolaas, Alexandra en hun kinderen gevangen. Ze kregen in eerste instantie ‘huisarrest’ in hun paleis in Tsarskoje Selo, maar werden daarna overgebracht naar het kleine stadje Tobolsk in Siberië. Daar heeft het gezin erg lang gevangengezeten. Toen in november 1917 de bolsjewieken aan de macht kwamen, werd besloten dat de tsaar en zijn gezin weg moesten uit Tobolsk. Alexej was echter ziek geworden, waardoor ze niet allemaal weg konden. Alexandra, Maria en enkele bedienden zouden de tsaar vergezellen, terwijl Anastasia en de andere grootvorstinnen met hun broertje en enkele andere bedienden achter zouden blijven.

## Anastasia’s dood

### Executie

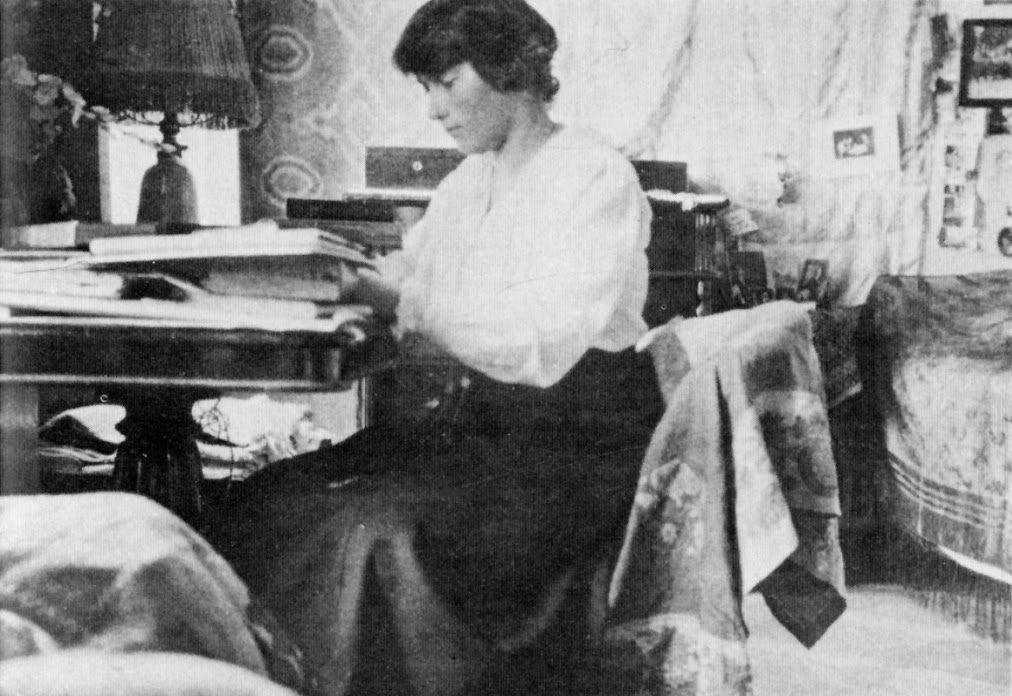
De laatste foto van Anastasia, genomen op 13 juli 1918, drie of vier dagen voor haar dood

Nicolaas, Alexandra en Maria reisden in oncomfortabele koetsen door het ijskoude landschap van Siberië tot ze in het plaatsje Tjoemen op de trein werden gezet. Ze werden eerst naar Omsk gestuurd, maar de lokale autoriteiten lieten hen niet verdergaan, waardoor de trein gedwongen was terug te keren en via Jekaterinenburg naar Moskou te reizen. In Jekaterinenburg droeg hun begeleider hen echter over aan de lokale autoriteit, waardoor ze in handen kwamen van de sovjets. Toen Aleksejs situatie enigszins verbeterd was, werden ook de anderen naar Jekaterinenburg gebracht. Daar volgde een korte tijd van gevangenschap, waarna Anastasia en haar familie in de nacht van 16 op 17 juli 1918 in de kelder van het Ipatiev-huis op bevel van commandant Jakov Joerovski werden geëxecuteerd. Na het eerste executiesalvo leefden enkele grootvorstinnen nog: zij hadden namelijk een korset aan, waarin ze diamanten sieraden hadden verborgen. Deze diamanten weerden de kogels, waardoor de grootvorstinnen het eerste salvo konden overleven. Er werd een tweede salvo afgevuurd en wie er toen nog leefde, werd doodgestoken met bajonetten.

### De lichamen
Toen de soldaten dachten dat iedereen dood was, droegen ze de lichamen om half drie in de morgen naar buiten en legden ze in vrachtwagens. Hierna werden ze naar een verlaten mijnbouwschacht van een voormalige ijzermijn vervoerd, genaamd “Vier Broers”. Daar werden de lichamen uitgekleed en werden hun kleren in brand gestoken; zo ontdekten ze de sieraden in de korsetten van de groothertoginnen. De lichamen werden in de ondergelopen mijnschacht gegooid: het water stond echter niet hoog genoeg om de lichamen te verbergen. De volgende dag werd hun werk gecontroleerd door enkele sovjetleiders. Deze gaven de opdracht om de lichamen ergens anders te begraven. De lijken werden weer uit de mijn gehaald, waarna Joerovski en zijn soldaten de lichamen van Nicolaas, Alexandra, Aleksej en dokter Botkin probeerden te verbranden. Dit lukte echter niet, dus werden de lichamen naar een andere mijnschacht gebracht. De vrachtwagens waarin de lijken werden vervoerd, kwamen vast te zitten in de modder op een landweggetje ten noorden van Jekaterinenburg. Ze konden de vrachtwagens niet los krijgen, dus werd besloten de lichamen ter plekke in een lokale mijnschacht, Ganina Jama genaamd, te gooien. Ze kregen niet de kans hun werk goed af te maken, omdat de Witten al tot vlak bij de stad waren opgerukt.

### Ontdekking
In het begin van de jaren negentig, na de val van de Sovjet-Unie, ging men aan de hand van een geheim rapport van Joerovski op zoek naar de lichamen van de tsaar en zijn gezin. Er werden slechts negen lijken gevonden terwijl het gezin uit elf bestond. Om te achterhalen wie er ontbraken, werden er twee onderzoeken gehouden. Het eerste onderzoek onder leiding van dokter Abramov (een Russisch geleerde) wees uit dat grootvorstin Maria en tsarewitsj Aleksej ontbraken, maar in het tweede onderzoek kwam de Amerikaanse onderzoeker William Maples tot de conclusie dat de lichamen van Anastasia en Aleksej ontbraken. Wel waren de twee onderzoekers het erover eens dat niemand de executie kon hebben overleefd en dat de twee vermiste skeletten waarschijnlijk waren verbrand.
De lichamen werden in 1998 bijgezet in de crypte van de keizerlijke familie in de St. Petrus en Pauluskathedraal in Sint-Petersburg, tachtig jaar na de executie. Op 14 augustus 2000 werden enkele leden van de Romanov-familie door de Russisch-orthodoxe Kerk gecanoniseerd, waaronder tsaar Nicolaas en zijn gezin: zij werden tot strastoterptsy verklaard. De Russisch-orthodoxe Kerk in het Buitenland had dit in 1978 al gedaan. Haar feestdag is op 4 juli.
De mogelijke ontsnapping van de twee vermiste kinderen van de tsaar werd al gauw na het vinden van menselijke restanten in een graf vlak bij het graf van de Romanovs in augustus 2007 weerlegd. In januari 2008 wisten Engelse onderzoekers te vertellen dat het om een jongen van ongeveer tussen de 12 en 15 jaar en een meisje van ongeveer tussen 15 en 19 jaar ging. Op 30 april 2008 bevestigden Russische onderzoekers dat het inderdaad om de restanten van Aleksej en een van zijn zussen Anastasia of Maria, die op het moment van de executie 17 en 19 jaar oud waren, ging. De botten van de twee waren verbrand en met hen in het graf werden ook potscherven, resten zwavelzuur, een metalen strook van een houten kist en meerdere kogels van verschillende wapens gevonden. Ook werd er in het graf een stukje blauw-wit gestreepte stof gevonden. Aleksej droeg vaak een blauw-wit gestreept onderhemd.
Uit onderzoek is ook gebleken dat één van de meisjes de genafwijking had die hemofilie veroorzaakt. Volgens de Russische onderzoekers ging het om Anastasia, maar volgens de Amerikaanse onderzoekers was het Maria. Volgens de jongste zus van Nicolaas II, Olga Aleksandrovna van Rusland, had Maria een bloeding tijdens een operatie om haar amandelen te verwijderen toen ze 15 jaar was. De chirurgen waren zo enorm geschrokken van de overloop van bloed dat ze door de tsarina werden bevolen om door te gaan en de operatie af te maken.

### Mysterie
Hoewel beide onderzoekers van mening waren dat niemand de executie kon hebben overleefd, kwam er een geruchtenstroom op gang over de ontbrekende lichamen. Veel Russen geloofden, en hoopten, dat de tsarevitsj en een van zijn zussen nog leefden. Zij dachten dat het Maria was, die de vuursalvo’s had overleefd, al nam men in de Westerse wereld aan dat Anastasia nog leefde. Met als gevolg dat een groot aantal Maria’s, Anastasia’s en Aleksejs opdoken. De bekendste vrouw die zich voor grootvorstin Anastasia uitgaf, is waarschijnlijk Anna Anderson: zij hield maar liefst zestig jaar lang vol dat zij Anastasia was. Andere, minder bekende, vrouwen waren Eugenia Smith en Magdalen Veres.

## Kwartierstaat
| Alexander II van Rusland (1818–1881) | Alexander II van Rusland (1818–1881) | Alexander II van Rusland (1818–1881) | Alexander II van Rusland (1818–1881) | Alexander II van Rusland (1818–1881)     | Alexander II van Rusland (1818–1881)     | Marie van Hessen-Darmstadt (1824-1880)   | Marie van Hessen-Darmstadt (1824-1880)   | Marie van Hessen-Darmstadt (1824-1880)   | Marie van Hessen-Darmstadt (1824-1880)   | Marie van Hessen-Darmstadt (1824-1880) | Marie van Hessen-Darmstadt (1824-1880) |                                     |                                     | Christiaan IX van Denemarken (1818-1906)    | Christiaan IX van Denemarken (1818-1906)    | Christiaan IX van Denemarken (1818-1906)    | Christiaan IX van Denemarken (1818-1906)    | Christiaan IX van Denemarken (1818-1906)    | Christiaan IX van Denemarken (1818-1906)    | Louise van Hessen-Kassel (1817-1898) | Louise van Hessen-Kassel (1817-1898) | Louise van Hessen-Kassel (1817-1898) | Louise van Hessen-Kassel (1817-1898) | Louise van Hessen-Kassel (1817-1898)      | Louise van Hessen-Kassel (1817-1898)      |                                           |                                           | Karel van Hessen-Darmstadt (1809-1877)    | Karel van Hessen-Darmstadt (1809-1877)    | Karel van Hessen-Darmstadt (1809-1877) | Karel van Hessen-Darmstadt (1809-1877) | Karel van Hessen-Darmstadt (1809-1877)       | Karel van Hessen-Darmstadt (1809-1877)       | Elisabeth van Pruisen (1815-1885)             | Elisabeth van Pruisen (1815-1885)             | Elisabeth van Pruisen (1815-1885)             | Elisabeth van Pruisen (1815-1885)             | Elisabeth van Pruisen (1815-1885)             | Elisabeth van Pruisen (1815-1885)             |                                       |                                       | Albert van Saksen-Coburg en Gotha (1819-1861) | Albert van Saksen-Coburg en Gotha (1819-1861) | Albert van Saksen-Coburg en Gotha (1819-1861) | Albert van Saksen-Coburg en Gotha (1819-1861) | Albert van Saksen-Coburg en Gotha (1819-1861) | Albert van Saksen-Coburg en Gotha (1819-1861) | Victoria van het Verenigd Koninkrijk (1819-1901) | Victoria van het Verenigd Koninkrijk (1819-1901) | Victoria van het Verenigd Koninkrijk (1819-1901) | Victoria van het Verenigd Koninkrijk (1819-1901) | Victoria van het Verenigd Koninkrijk (1819-1901) | Victoria van het Verenigd Koninkrijk (1819-1901) |  |  |  |  |  |  |  |  |  |  |  |  |  |  |  |  |  |  |  |  |  |  |  |  |  |  |  |  |  |  |  |  |  |  |  |  |  |  |  |  |  |  |  |  |  |  |  |  |
| Alexander II van Rusland (1818–1881) | Alexander II van Rusland (1818–1881) | Alexander II van Rusland (1818–1881) | Alexander II van Rusland (1818–1881) | Alexander II van Rusland (1818–1881)     | Alexander II van Rusland (1818–1881)     | Marie van Hessen-Darmstadt (1824-1880)   | Marie van Hessen-Darmstadt (1824-1880)   | Marie van Hessen-Darmstadt (1824-1880)   | Marie van Hessen-Darmstadt (1824-1880)   | Marie van Hessen-Darmstadt (1824-1880) | Marie van Hessen-Darmstadt (1824-1880) |                                     |                                     | Christiaan IX van Denemarken (1818-1906)    | Christiaan IX van Denemarken (1818-1906)    | Christiaan IX van Denemarken (1818-1906)    | Christiaan IX van Denemarken (1818-1906)    | Christiaan IX van Denemarken (1818-1906)    | Christiaan IX van Denemarken (1818-1906)    | Louise van Hessen-Kassel (1817-1898) | Louise van Hessen-Kassel (1817-1898) | Louise van Hessen-Kassel (1817-1898) | Louise van Hessen-Kassel (1817-1898) | Louise van Hessen-Kassel (1817-1898)      | Louise van Hessen-Kassel (1817-1898)      |                                           |                                           | Karel van Hessen-Darmstadt (1809-1877)    | Karel van Hessen-Darmstadt (1809-1877)    | Karel van Hessen-Darmstadt (1809-1877) | Karel van Hessen-Darmstadt (1809-1877) | Karel van Hessen-Darmstadt (1809-1877)       | Karel van Hessen-Darmstadt (1809-1877)       | Elisabeth van Pruisen (1815-1885)             | Elisabeth van Pruisen (1815-1885)             | Elisabeth van Pruisen (1815-1885)             | Elisabeth van Pruisen (1815-1885)             | Elisabeth van Pruisen (1815-1885)             | Elisabeth van Pruisen (1815-1885)             |                                       |                                       | Albert van Saksen-Coburg en Gotha (1819-1861) | Albert van Saksen-Coburg en Gotha (1819-1861) | Albert van Saksen-Coburg en Gotha (1819-1861) | Albert van Saksen-Coburg en Gotha (1819-1861) | Albert van Saksen-Coburg en Gotha (1819-1861) | Albert van Saksen-Coburg en Gotha (1819-1861) | Victoria van het Verenigd Koninkrijk (1819-1901) | Victoria van het Verenigd Koninkrijk (1819-1901) | Victoria van het Verenigd Koninkrijk (1819-1901) | Victoria van het Verenigd Koninkrijk (1819-1901) | Victoria van het Verenigd Koninkrijk (1819-1901) | Victoria van het Verenigd Koninkrijk (1819-1901) |  |  |  |  |  |  |  |  |  |  |  |  |  |  |  |  |  |  |  |  |  |  |  |  |  |  |  |  |  |  |  |  |  |  |  |  |  |  |  |  |  |  |  |  |  |  |  |  |
|                                      |                                      |                                      |                                      |                                          |                                          |                                          |                                          |                                          |                                          |                                        |                                        |                                     |                                     |                                             |                                             |                                             |                                             |                                             |                                             |                                      |                                      |                                      |                                      |                                           |                                           |                                           |                                           |                                           |                                           |                                        |                                        |                                              |                                              |                                               |                                               |                                               |                                               |                                               |                                               |                                       |                                       |                                               |                                               |                                               |                                               |                                               |                                               |                                                  |                                                  |                                                  |                                                  |                                                  |                                                  |  |  |  |  |  |  |  |  |  |  |  |  |  |  |  |  |  |  |  |  |  |  |  |  |  |  |  |  |  |  |  |  |  |  |  |  |  |  |  |  |  |  |  |  |  |  |  |  |
|                                      |                                      |                                      |                                      | Alexander III van Rusland (1845–1894)    | Alexander III van Rusland (1845–1894)    | Alexander III van Rusland (1845–1894)    | Alexander III van Rusland (1845–1894)    | Alexander III van Rusland (1845–1894)    | Alexander III van Rusland (1845–1894)    |                                        |                                        |                                     |                                     |                                             |                                             | Dagmar van Denemarken (1847-1928)           | Dagmar van Denemarken (1847-1928)           | Dagmar van Denemarken (1847-1928)           | Dagmar van Denemarken (1847-1928)           | Dagmar van Denemarken (1847-1928)    | Dagmar van Denemarken (1847-1928)    |                                      |                                      |                                           |                                           |                                           |                                           |                                           |                                           |                                        |                                        | Lodewijk IV van Hessen-Darmstadt (1837-1892) | Lodewijk IV van Hessen-Darmstadt (1837-1892) | Lodewijk IV van Hessen-Darmstadt (1837-1892)  | Lodewijk IV van Hessen-Darmstadt (1837-1892)  | Lodewijk IV van Hessen-Darmstadt (1837-1892)  | Lodewijk IV van Hessen-Darmstadt (1837-1892)  |                                               |                                               |                                       |                                       |                                               |                                               | Alice van Saksen-Coburg en Gotha (1843-1878)  | Alice van Saksen-Coburg en Gotha (1843-1878)  | Alice van Saksen-Coburg en Gotha (1843-1878)  | Alice van Saksen-Coburg en Gotha (1843-1878)  | Alice van Saksen-Coburg en Gotha (1843-1878)     | Alice van Saksen-Coburg en Gotha (1843-1878)     |                                                  |                                                  |                                                  |                                                  |  |  |  |  |  |  |  |  |  |  |  |  |  |  |  |  |  |  |  |  |  |  |  |  |  |  |  |  |  |  |  |  |  |  |  |  |  |  |  |  |  |  |  |  |  |  |  |  |
|                                      |                                      |                                      |                                      | Alexander III van Rusland (1845–1894)    | Alexander III van Rusland (1845–1894)    | Alexander III van Rusland (1845–1894)    | Alexander III van Rusland (1845–1894)    | Alexander III van Rusland (1845–1894)    | Alexander III van Rusland (1845–1894)    |                                        |                                        |                                     |                                     |                                             |                                             | Dagmar van Denemarken (1847-1928)           | Dagmar van Denemarken (1847-1928)           | Dagmar van Denemarken (1847-1928)           | Dagmar van Denemarken (1847-1928)           | Dagmar van Denemarken (1847-1928)    | Dagmar van Denemarken (1847-1928)    |                                      |                                      |                                           |                                           |                                           |                                           |                                           |                                           |                                        |                                        | Lodewijk IV van Hessen-Darmstadt (1837-1892) | Lodewijk IV van Hessen-Darmstadt (1837-1892) | Lodewijk IV van Hessen-Darmstadt (1837-1892)  | Lodewijk IV van Hessen-Darmstadt (1837-1892)  | Lodewijk IV van Hessen-Darmstadt (1837-1892)  | Lodewijk IV van Hessen-Darmstadt (1837-1892)  |                                               |                                               |                                       |                                       |                                               |                                               | Alice van Saksen-Coburg en Gotha (1843-1878)  | Alice van Saksen-Coburg en Gotha (1843-1878)  | Alice van Saksen-Coburg en Gotha (1843-1878)  | Alice van Saksen-Coburg en Gotha (1843-1878)  | Alice van Saksen-Coburg en Gotha (1843-1878)     | Alice van Saksen-Coburg en Gotha (1843-1878)     |                                                  |                                                  |                                                  |                                                  |  |  |  |  |  |  |  |  |  |  |  |  |  |  |  |  |  |  |  |  |  |  |  |  |  |  |  |  |  |  |  |  |  |  |  |  |  |  |  |  |  |  |  |  |  |  |  |  |
|                                      |                                      |                                      |                                      |                                          |                                          |                                          |                                          |                                          |                                          | Nicolaas II van Rusland (1868–1918)    | Nicolaas II van Rusland (1868–1918)    | Nicolaas II van Rusland (1868–1918) | Nicolaas II van Rusland (1868–1918) | Nicolaas II van Rusland (1868–1918)         | Nicolaas II van Rusland (1868–1918)         |                                             |                                             |                                             |                                             |                                      |                                      |                                      |                                      |                                           |                                           |                                           |                                           |                                           |                                           |                                        |                                        |                                              |                                              |                                               |                                               |                                               |                                               | Alix van Hessen-Darmstadt (1872-1918)         | Alix van Hessen-Darmstadt (1872-1918)         | Alix van Hessen-Darmstadt (1872-1918) | Alix van Hessen-Darmstadt (1872-1918) | Alix van Hessen-Darmstadt (1872-1918)         | Alix van Hessen-Darmstadt (1872-1918)         |                                               |                                               |                                               |                                               |                                                  |                                                  |                                                  |                                                  |                                                  |                                                  |  |  |  |  |  |  |  |  |  |  |  |  |  |  |  |  |  |  |  |  |  |  |  |  |  |  |  |  |  |  |  |  |  |  |  |  |  |  |  |  |  |  |  |  |  |  |  |  |
|                                      |                                      |                                      |                                      |                                          |                                          |                                          |                                          |                                          |                                          | Nicolaas II van Rusland (1868–1918)    | Nicolaas II van Rusland (1868–1918)    | Nicolaas II van Rusland (1868–1918) | Nicolaas II van Rusland (1868–1918) | Nicolaas II van Rusland (1868–1918)         | Nicolaas II van Rusland (1868–1918)         |                                             |                                             |                                             |                                             |                                      |                                      |                                      |                                      |                                           |                                           |                                           |                                           |                                           |                                           |                                        |                                        |                                              |                                              |                                               |                                               |                                               |                                               | Alix van Hessen-Darmstadt (1872-1918)         | Alix van Hessen-Darmstadt (1872-1918)         | Alix van Hessen-Darmstadt (1872-1918) | Alix van Hessen-Darmstadt (1872-1918) | Alix van Hessen-Darmstadt (1872-1918)         | Alix van Hessen-Darmstadt (1872-1918)         |                                               |                                               |                                               |                                               |                                                  |                                                  |                                                  |                                                  |                                                  |                                                  |  |  |  |  |  |  |  |  |  |  |  |  |  |  |  |  |  |  |  |  |  |  |  |  |  |  |  |  |  |  |  |  |  |  |  |  |  |  |  |  |  |  |  |  |  |  |  |  |
|                                      |                                      |                                      |                                      |                                          |                                          |                                          |                                          |                                          |                                          |                                        |                                        |                                     |                                     |                                             |                                             |                                             |                                             |                                             |                                             |                                      |                                      |                                      |                                      |                                           |                                           |                                           |                                           |                                           |                                           |                                        |                                        |                                              |                                              |                                               |                                               |                                               |                                               |                                               |                                               |                                       |                                       |                                               |                                               |                                               |                                               |                                               |                                               |                                                  |                                                  |                                                  |                                                  |                                                  |                                                  |  |  |  |  |  |  |  |  |  |  |  |  |  |  |  |  |  |  |  |  |  |  |  |  |  |  |  |  |  |  |  |  |  |  |  |  |  |  |  |  |  |  |  |  |  |  |  |  |
|                                      |                                      |                                      |                                      |                                          |                                          |                                          |                                          |                                          |                                          |                                        |                                        |                                     |                                     |                                             |                                             |                                             |                                             |                                             |                                             |                                      |                                      |                                      |                                      |                                           |                                           |                                           |                                           |                                           |                                           |                                        |                                        |                                              |                                              |                                               |                                               |                                               |                                               |                                               |                                               |                                       |                                       |                                               |                                               |                                               |                                               |                                               |                                               |                                                  |                                                  |                                                  |                                                  |                                                  |                                                  |  |  |  |  |  |  |  |  |  |  |  |  |  |  |  |  |  |  |  |  |  |  |  |  |  |  |  |  |  |  |  |  |  |  |  |  |  |  |  |  |  |  |  |  |  |  |  |  |
|                                      |                                      |                                      |                                      | Olga Nikolajevna van Rusland (1895-1918) | Olga Nikolajevna van Rusland (1895-1918) | Olga Nikolajevna van Rusland (1895-1918) | Olga Nikolajevna van Rusland (1895-1918) | Olga Nikolajevna van Rusland (1895-1918) | Olga Nikolajevna van Rusland (1895-1918) |                                        |                                        |                                     |                                     | Tatjana Nikolajevna van Rusland (1897–1918) | Tatjana Nikolajevna van Rusland (1897–1918) | Tatjana Nikolajevna van Rusland (1897–1918) | Tatjana Nikolajevna van Rusland (1897–1918) | Tatjana Nikolajevna van Rusland (1897–1918) | Tatjana Nikolajevna van Rusland (1897–1918) |                                      |                                      |                                      |                                      | Maria Nikolajevna van Rusland (1899-1918) | Maria Nikolajevna van Rusland (1899-1918) | Maria Nikolajevna van Rusland (1899-1918) | Maria Nikolajevna van Rusland (1899-1918) | Maria Nikolajevna van Rusland (1899-1918) | Maria Nikolajevna van Rusland (1899-1918) |                                        |                                        |                                              |                                              | Anastasia Nikolajevna van Rusland (1901-1918) | Anastasia Nikolajevna van Rusland (1901-1918) | Anastasia Nikolajevna van Rusland (1901-1918) | Anastasia Nikolajevna van Rusland (1901-1918) | Anastasia Nikolajevna van Rusland (1901-1918) | Anastasia Nikolajevna van Rusland (1901-1918) |                                       |                                       |                                               |                                               | Aleksej Nikolajevitsj van Rusland (1904–1918) | Aleksej Nikolajevitsj van Rusland (1904–1918) | Aleksej Nikolajevitsj van Rusland (1904–1918) | Aleksej Nikolajevitsj van Rusland (1904–1918) | Aleksej Nikolajevitsj van Rusland (1904–1918)    | Aleksej Nikolajevitsj van Rusland (1904–1918)    |                                                  |                                                  |                                                  |                                                  |  |  |  |  |  |  |  |  |  |  |  |  |  |  |  |  |  |  |  |  |  |  |  |  |  |  |  |  |  |  |  |  |  |  |  |  |  |  |  |  |  |  |  |  |  |  |  |  |

## Films en boeken
Over het leven van Anastasia, haar dood en het mysterie daaromheen zijn talloze boeken geschreven, films, een musical en een ballet gemaakt.

### Films
- Anastasia (1956) van Anatole Litvak met Ingrid Bergman, die hiervoor een Oscar kreeg, en Yul Brynner
- Duios Anastasia trecea (1979) van Alexandru Tatos
- Anastasia: The Mystery of Anna (televisieserie uit 1986) met Amy Irving als Anna Anderson, Omar Sharif als Nicolaas II van Rusland en Christian Bale als Aleksej Nikolajevitsj van Rusland
- Anastasia (1997), tekenfilm, met de stemmen van onder anderen Meg Ryan, Kirsten Dunst en John Cusack

### Musicals
- Anastasia (2016), met Christy Altomare als Anya/Anastasia

### Boeken
- Found Wanting (2008) van Robert Goddard, vertaald als Een oude schuld
- The House of Special Purpose (2009) van John Boyne, vertaald als Het winterpaleis
- Romanov (2019) van Nadine Brandes

### Ballet
- Anatasia (1967-1971) van Kenneth MacMillan. De eerste versie bevatte slechts één akte, de tweede versie van 1971 drie. Het plot is gebaseerd op het verhaal van Anna Anderson: hoe Anderson dacht dat de echte Anatasia leefde en na haar revolutie en ontsnapping in de psychiatrie geraakte.

### Muziek
- ANN - Chapter 2: Anastasia Romanova (2019). In de trilogie ANN van de symfonische metalband Ex Libris is zij de hoofdpersoon in het tweede deel.